# Wladimir Iwanowitsch Trofimenko
Wladimir Iwanowitsch Trofimenko (russisch Владимир Иванович Трофименко; * 22. März 1953 in Sysran; † 1994) war ein russischer Leichtathlet, der für die Sowjetunion antrat. Bei einer Körpergröße von 1,85 m betrug sein Wettkampfgewicht 73 kg.
1976 gewann Trofimenko seinen einzigen sowjetischen Meistertitel im Stabhochsprung. 1977 wurde er mit 5,50 Meter Dritter bei der Universiade. Bei den Halleneuropameisterschaften 1978 in Mailand gewann er Silber mit 5,40 Meter hinter dem Polen Tadeusz Ślusarski mit 5,45 Meter. Im Sommer 1978 bei den Europameisterschaften 1978 siegte er mit 5,55 Meter vor den Finnen Antti Kalliomäki und Rauli Pudas. Bei den Halleneuropameisterschaften 1979 in Wien gewann er mit 5,45 Meter Bronze hinter dem Polen Władysław Kozakiewicz und seinem Landsmann Konstantin Wolkow. Im Sommer 1979 wurde er nach 1977 noch einmal Zweiter der sowjetischen Meisterschaft.
Seine persönliche Bestleistung von 5,61 Meter stammt aus dem Jahr 1978.